# Година пік 3
Година пік 3 — комедійний бойовик США, продовження фільмів «Година пік» і «Година пік 2», в головних ролях актори: Джекі Чан і Кріс Такер. Фільм вийшов на екрани у 2007 році.

## Сюжет
Лос-Анджелесського поліцейського Джеймса Картера, що допустив грубу помилку при арешті підозрюваного, переводять на набагато менш престижну посаду в дорожній поліції. Тим часом гонконгівський поліцейський інспектор Лі отримує спецзавдання: він повинен охороняти китайського посла Хана, який прямує до Лос-Анджелеса, щоб виголосити там промову на саміті Усесвітнього кримінального суду.
Хан має намір викрити інтриги китайської Тріади — найнебезпечнішого кримінального синдикату у світі — і вивести на чисту воду злочинних босів. Представники Тріади, зрозуміло, не дрімають. Вони відправляють до Лос-Анджелеса найманого вбивцю, якому вдається поранити посла в той самий момент, коли він починає виголошувати свою викривальну промову. Лі кидається наздоганяти злочинця. Тим часом Картер, почувши по поліцейському радіо повідомлення про замах на посла, мчить на місце злочину і, природно, тільки плутається під ногами у Лі.

## У ролях
- Джекі Чан — інспектор Лі
- Кріс Такер — детектив Джеймс Картер
- Санада Хіроюкі — Кенджі
- Ноемі Ленуар — Женев'єва
- Макс фон Сюдов — міністр Варден Рейнард
- Іван Атталь — Джордж
- Юкі Кудо — Жасмін
- Роман Полянський — комісар Реві
- Чжан Цзінчу — Су Янг
- Ці Ма — посол Хан
- Жулі Депардьє — Полетт

## Закадрове озвучення
- Старе багатоголосе закадрове озвучення студії «Так Треба Продакшн» на замовлення телекомпанії «Інтер». Ролі озвучували: Юрій Гребельник, Володимир та Дмитро Терещуки, Олена Яблочна.
- Нове багатоголосе закадрове озвучення студії «Так Треба Продакшн» на замовлення телекомпанії «ICTV». Ролі озвучували: Олег Стальчук, Володимир та Дмитро Терещуки, Валентина Сова, Наталя Поліщук.

## Касові збори
Під час показу в Україні, що розпочався 13 вересня 2007 року, протягом перших вихідних фільм демонстрували на 40 екранах, що дозволило йому зібрати $239,545 і посісти 1 місце в кінопрокаті того тижня. Фільм опустився на третю сходинку українського кінопрокату наступного тижня, хоч демонструвався на 40 екранах і зібрав за ті вихідні ще $93,509. Загалом фільм в кінопрокаті України пробув 8 тижнів і зібрав $523,980, посівши 35 місце серед найбільш касових фільмів 2007 року.